# Monique Vézina

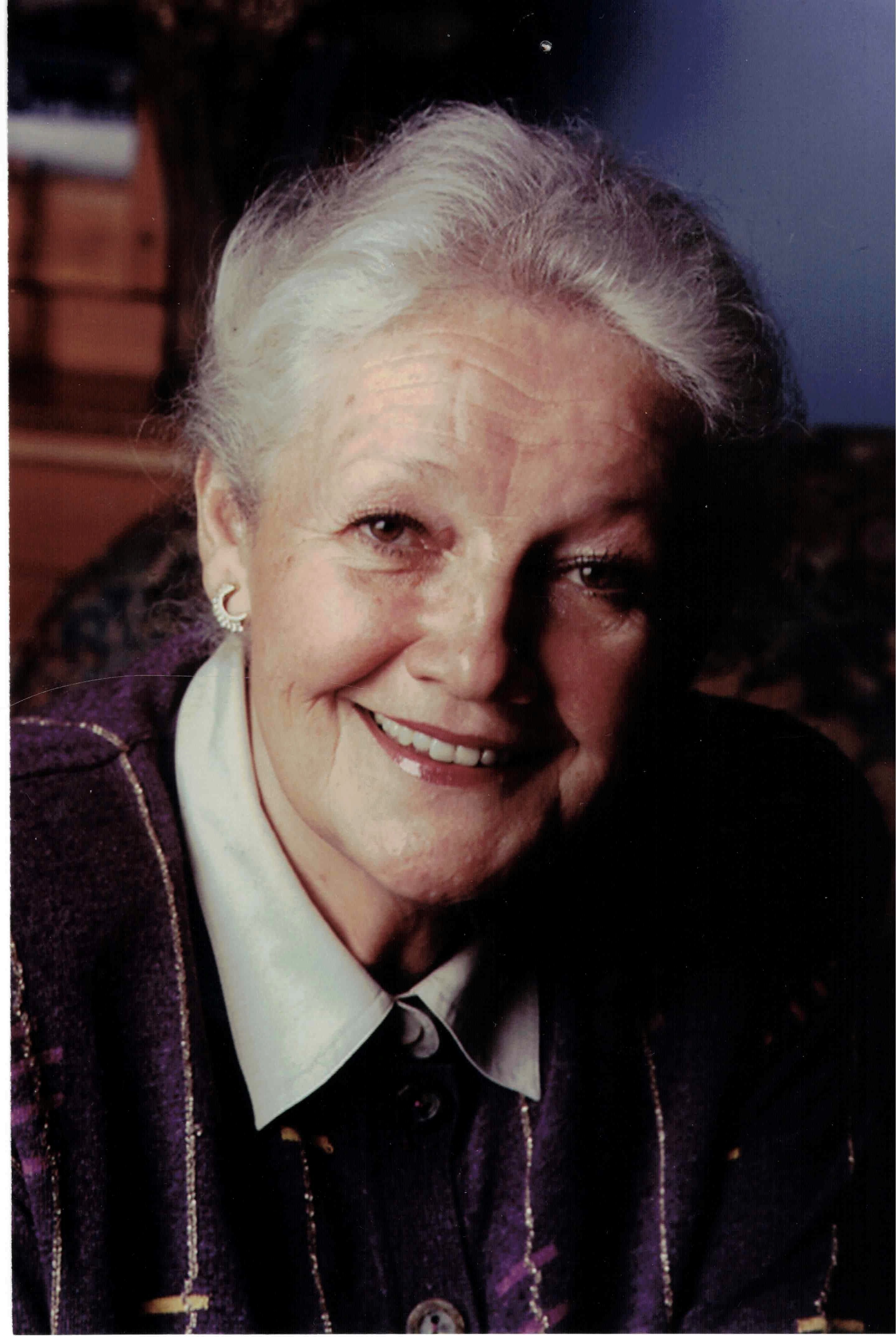
Monique Vézina (2024)

Monique Vézina, P.C. (* 13. Juli 1935 in Rimouski, Québec; † 15. Dezember 2024) war eine kanadische Politikerin der Progressiv-konservativen Partei Kanadas (PC).

## Leben
Monique Vézina, die von Beruf Verwaltungsmitarbeiterin war, wurde 1976 Managerin bei der Genossenschaftsbank Desjardins Group. Danach war sie in Québec erst von 1978 bis 1982 Mitglied des Obersten Bildungsrates (Conseil supérieur de l’éducation) und dann Vizepräsidentin der Verwaltung der Kraftfahrzeugversicherer (Régie de l’assurance automobile du Québec).
Sie wurde als Kandidatin der Progressiv-konservativen Partei bei der Unterhauswahl am 4. September 1984 erstmals zur Abgeordneten in das Unterhaus gewählt und vertrat dort bis zur Unterhauswahl am 25. Oktober 1993 den Wahlkreis Rimouski-Témiscouata.
Nach dem Wahlsieg der PC wurde sie am 17. September 1984 von Premierminister Brian Mulroney in dessen Kabinett als Ministerin für Frankophonie sowie Ministerin für Außenbeziehungen beim Außenminister berufen und behielt diese Ämter bis zum 29. Juni 1986. Danach wurde sie Ministerin für Versorgung und Dienstleistungen sowie am 27. August 1987 Staatsministerin für Transport, ehe sie vom 31. März 1988 bis zum 3. Januar 1993 Staatsministerin für Beschäftigung und Einwanderung war. Zugleich war sie zwischen dem 15. September 1988 und dem 24. Juni 1993 Staatsministerin für Senioren.
Zuletzt war Monique Vézina zudem vom 4. Januar bis zum 24. Juni 1993 erneut Ministerin für die Frankophonie und Ministerin für Außenbeziehungen im Kabinett Mulroney.
Nach ihrem Ausscheiden aus dem Unterhaus sowie der Regierung war sie zwischen 1994 und 1997 Vorstandsmitglied des Zentrums für Bildung und internationale Zusammenarbeit (Centre d’éducation et de coopération internationale) in Montreal.